# Distretto di Dara-I-Pech
Il distretto di Dara-I-Pech è un distretto dell'Afghanistan appartenente alla provincia del Konar. Conta una popolazione di 44.958 abitanti (dato 2003).